# Jonatan Etzler
Jonatan Karl Martin Etzler, född 13 mars 1988, är en svensk regissör och manusförfattare. Han är utbildad vid filmregiutbildningen på Stockholms dramatiska högskola.

## Biografi
Etzler inledde sin karriär med att regissera och skriva manus till kortfilmer. För filmen Get Ready with Me tilldelades han 2018 en Oscar för bästa studentfilm. Bland långfilmer så har han bland annat regisserat Netflixfilmen One More Time och Bad Apples.

## Filmografi (i urval)
- 2019 – Get Ready With Me
- 2023 – One More Time
- 2025 – Bad Apples